# La primavera muerta en el tejado
La primavera muerta en el tejado es el primer álbum de estudio como solista del cantautor chileno Patricio Castillo, miembro de la banda Quilapayún. Fue publicado originalmente en Francia en 1975 por la Discoteca del Cantar Popular y distribuido por el sello francés Le Chant du Monde. En España fue distribuido por el sello Movieplay.
Se trata de un álbum conceptual, cuya primera parte, compuesta por Patricio Manns y Patricio Castillo, gira en torno a la historia de una mujer que muere en el tejado de su casa, combatiendo a los militares al mando de Augusto Pinochet durante el Golpe de Estado en Chile de 1973. La segunda parte incluye canciones del propio Castillo y versiones de Víctor Jara.

## Lista de canciones
Todas las letras escritas por Patricio Manns salvo que se indique lo contrario, toda la música compuesta por Patricio Castillo salvo que se indique lo contrario. 
| Lado A |                                                                              |          |  |
| N.º    | Título                                                                       | Duración |  |
| 1.     | «I - Cuando apareció» (también llamada «Son Apparition» o «Cuando amaneció») |          |  |
| 2.     | «II - Las manadas» (también llamada «Les Troupeaux»)                         |          |  |
| 3.     | «III - Pichona sin pichón» (también llamada «Colombe Sans Pigeon»)           |          |  |
| 4.     | «IV - El soldado ciego» (también llamada «Le Soldat Aveugle»)                |          |  |
| 5.     | «V - Cuando se fue» (también llamada «Sa Dispaition» o «Canción final»)      |          |  |

| Lado B |                                                               |                   |          |  |
| N.º    | Título                                                        | Escritor(es)      | Duración |  |
| 1.     | «Te recuerdo Amanda» (también llamada «Je Te Revois, Amanda») | Víctor Jara       |          |  |
| 2.     | «El arado» (también llamada «La Charrue»)                     | Víctor Jara       |          |  |
| 3.     | «San Juanito y Cueca de Murieta»                              | Patricio Castillo |          |  |
| 4.     | «El aparecido» (también llamada «Le Revenant»)                | Víctor Jara       |          |  |
| 5.     | «Madrugada - Trabajo» (también llamada «Madrugada y Cueca»)   | Patricio Castillo |          |  |